# رداء (لباس)
الرداء هو لباس خارجي فضفاض. على عكس القباء أو المعطف الفضفاض، عادةً ما تحتوي الأردية على أكمام.